# Gymnopaxillus nudus
Gymnopaxillus nudus är en svampart som beskrevs av Claridge, Trappe & Castellano 2001. Gymnopaxillus nudus ingår i släktet Gymnopaxillus och familjen Serpulaceae.   Inga underarter finns listade i Catalogue of Life.